# Rik (låt)
Rik är en låt av den svenske rapparen Albin Johnsén med sångaren Mattias Andréasson. Låten skrevs av Johnsén och Andréasson själva. Den deltog i Melodifestivalen 2016 och kvalificerade sig till andra chansen från den första semifinalen. I semifinalen slogs låten ut.